# Juan Carlos Bianchi
Juan Carlos Bianchi (Maracay, 22 de enero de 1970) es un exjugador y entrenador de tenis venezolano.
El diestro llegó a su más alto rango individuales ATP el 19 de septiembre de 1994, cuando se convirtió en el número 384 del mundo. Se retiraría a finales de 1996.
Fue fundador del Complejo de Tenis Juan Carlos Bianchi, ubicado en la parroquia Las Delicias de Maracay, complejo que le fue arrebatado por la gobernación del estado Aragua en 2009, acción que lo llevó a abandonar Venezuela tras presiones políticas para terminarse radicando en Estados Unidos.

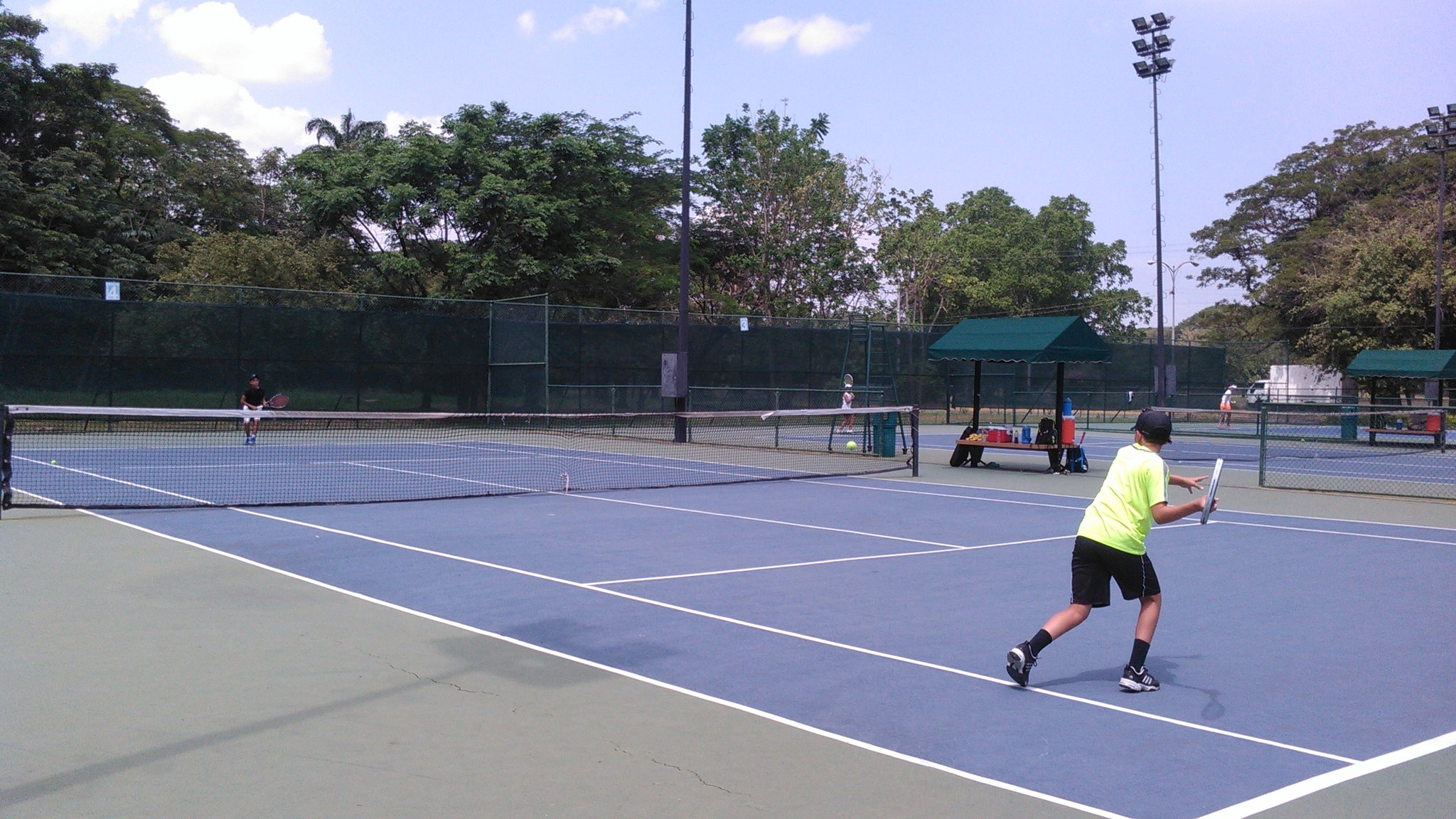
Canchas del Complejo de Tenis Juan Carlos Bianchi.

## Trayectoria
Su carrera en el tenis comenzó a la edad de siete años en los espacios de la Casa Italia de Maracay, un club multideportivo de la ciudad.
Fue el primer latinoamericano en ganar la copa del café tras conseguirlo en 1987, hazaña que repetiría al año siguiente.
Representó a Venezuela tanto en Copa Davis, como en el dobles masculino de tenis en los Juegos Olímpicos de Atlanta 1996 junto con Nicolás Pereira. Fueron derrotados en primera ronda ante la pareja Suzuki-Iwabuchi de Japón.

## Títulos
- Copa del Café: 2 (1987 y 1988)[1]